# ميتا كويست 3 إس
ميتا كويست 3 اس هي نظارة واقع افتراضي مستقلة، طورتها شركة ريالتي لابس، وهي إحدى أقسام شركة ميتا بلاتفورمز. كُشف عنها في 25 سبتمبر 2024، وتم إطلاقها في 15 أكتوبر 2024، كجزء من الجيل الثالث من سلسلة ميتا كويست.

نظارة ميتا كويست 3S صُمّمت لتكون خيارًا اقتصاديًا، وتعتبر النسخة المخففة من ميتا كويست 3 اللي طرحت في 2023، لتحل محل كويست 2 بنفس السعر تقريبًا. يتشارك ميتا كويست 3S مع كويست 3 معظم عتاده وإمكانياته في الواقع المختلط، لكنها أقل جودة من حيث الشاشة والعدسات.

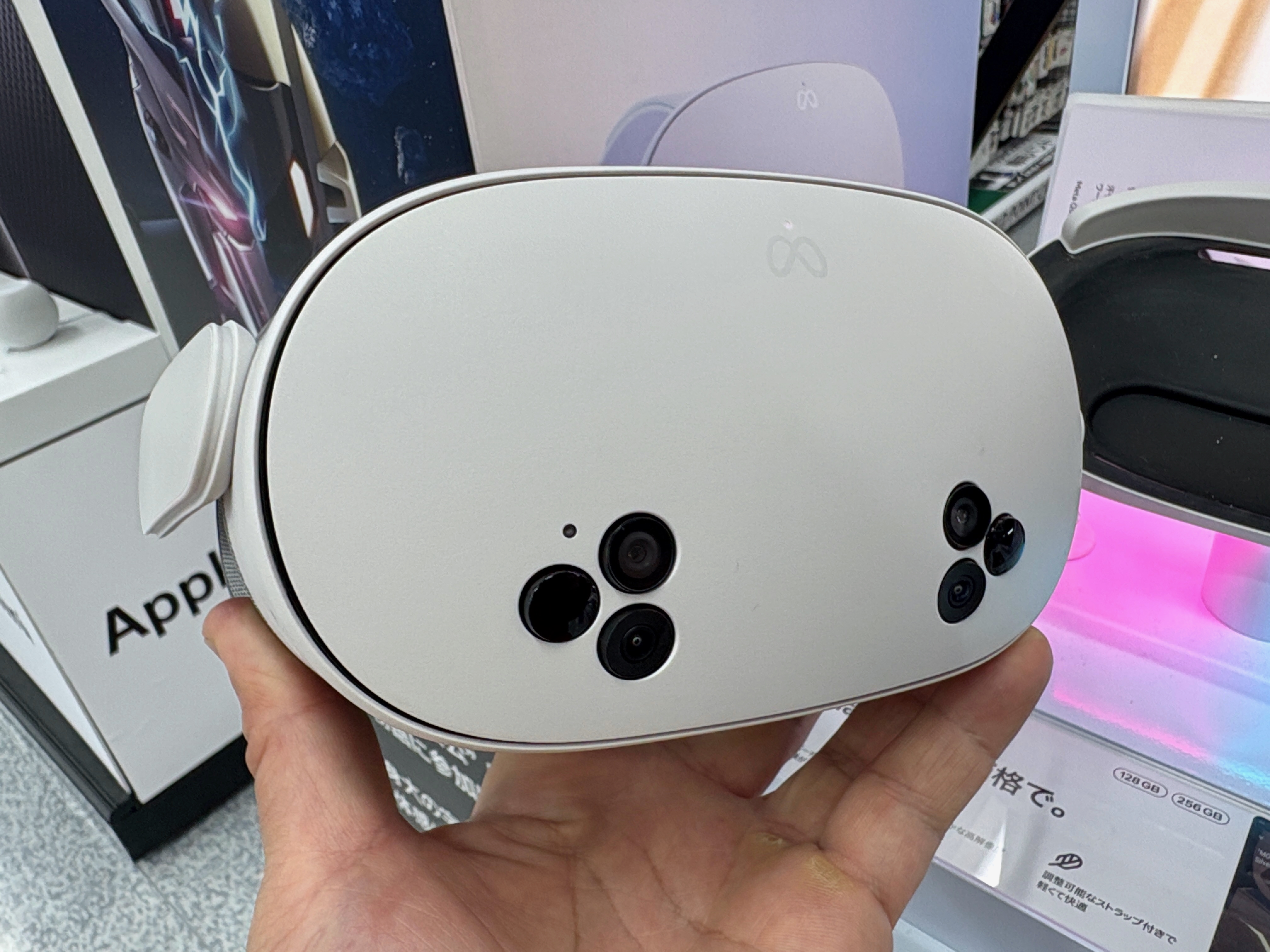
ميتا كويست 3 اس عن قرب

## ردود الفعل
رأت TechRadar أن أداء كويست 3 اس في الألعاب وتجربة الواقع المختلط يُضاهي إلى حد كبير أداء كويست 3، رغم افتقاده لمستشعر العمق. إلا أن الجهاز لم يكن مريحًا بالقدر نفسه، وعاد لاستخدام إعدادات المسافة بين العينين (IPD) المحدودة كما في كويست 2، بالإضافة إلى وجود تأثير الشبكة (screen-door effect) بشكل واضح بسبب دقة الشاشة المنخفضة.
أما The Verge، فرأت أن كويست 3 اس "لا يقدم حلًا جذريًا لتحديات وتقنيات الواقع الافتراضي الحالية"، واعتبرته تحديثًا بسيطًا لمستخدمي كويست 2 نظرًا لتنازلاته التقنية مقارنة بـ كويست 3. ومع ذلك، وصفته بأنه خيار ممتاز للمستخدمين الجدد بفضل قيمته السعرية الجيدة، سهولة الوصول إليه، مكتبته من الألعاب، والبرمجيات المضمنة فيه.